# Antimetabole
In retorica una antimetabole è la ripetizione di parole in un periodo, ma in ordine trasposto; per esempio, "So cosa mi piace e mi piace quello che so". È correlato e talvolta considerato un caso speciale di chiasmo.
Una antimetabole può essere prevedibile, dato che è semplice invertire gli elementi di una frase.
Può scatenare una più profonda riflessione rispetto a dire solo la prima parte della frase.
Deriva dal greco ἀντιμεταβολή ( antimetabolḗ ), da ἀντί ( antí, "contro, opposto") e μεταβολή ( metabolḗ, "rivoltarsi, cambiare").

## Esempi
- " Unus pro omnibus, omnes pro uno " ("Uno per tutti, tutti per uno")
- "Mangia per vivere, non vivere per mangiare". — attribuito a Socrate
- "Non chiedere cosa il tuo paese può fare per voi, chiedete cosa potete fare per il vostro paese". — John F. Kennedy, Discorso inaugurale, 20 gennaio 1961.
- "Non esiste una 'via per la pace'. La pace è la via". — Mahatma Gandhi
- "Quando il gioco si fa duro, i duri cominciano a giocare".
- "Con la mia mente sui miei soldi e i miei soldi nella mia mente." — Snoop Dogg nella canzone "Gin and Juice"
- "Il grande scopo della vita [di Amleto] è sconfitto dalla continua risoluzione di fare, ma non facendo altro che risolvere." - Samuel Taylor Coleridge sull'Amleto di Wliliam Shakespeare
- "Non siamo atterrati a Plymouth Rock . Plymouth Rock è atterrato su di noi." — Malcolm X nel film Malcolm X
- "Era proprio l'uomo per un posto del genere, ed era proprio il posto per un uomo del genere". — Frederick Douglass, Narrazione della vita di Frederick Douglass [1]
- "Bello è fallo, e fallo è giusto" - William Shakespeare, Macbeth [2]
- "E noi guideremo, non solo con l'esempio del nostro potere, ma con il potere del nostro esempio." — Joe Biden, Discorso inaugurale[3]
- "Tutto il crimine è volgare, proprio come ogni volgarità è crimine" — Oscar Wilde, Il ritratto di Dorian Gray[4]